# Novolabínskaya
Novolabínskaya (del ruso: Новолаби́нская) es una stanitsa del raión de Ust-Labinsk del krai de Krasnodar, en Rusia. Está situada entre la orilla izquierda del río Labá (de la cuenca del Kubán), y su afluente el río Mali Zelenchuk, 20 km al sureste de Ust-Labinsk y 69 km al nordeste de Krasnodar, la capital del krai. Tenía 3 327 habitantes en 2010
Es cabeza del municipio Novolabínskoye.

## Historia
La localidad fue fundada en 1855 en el marco de la construcción de una nueva línea defensiva a lo largo del río Labá. A finales del siglo XIX contaba con 3 280 habitantes. Hasta 1920 pertenecía al otdel de Maikop del óblast de Kubán.